# Bangla (film)
Pour la langue, voir Bengali.
Pour plus de détails, voir Fiche technique et Distribution.
Bangla est un film italien réalisé par Phaim Bhuiyan, sorti en 2019.

## Synopsis
L'histoire d'un jeune italien, Phaim, dont les parents viennent du Bangladesh.

## Fiche technique
- Titre : Bangla
- Réalisation : Phaim Bhuiyan
- Scénario : Phaim Bhuiyan et Vanessa Picciarelli
- Musique : Dario Lanzellotti
- Photographie : Simone D'Onofrio
- Montage : Roberto Di Tanna
- Production : Ivan Fiorini, Annamaria Morelli et Domenico Procacci
- Société de production : Fandango et TIMvision
- Société de distribution : Fandango (Italie)
- Pays de production :  Italie
- Genre : Comédie
- Durée : 84 minutes
- Date de sortie : 
  - Italie : 16 mai 2019

## Distribution
- Phaim Bhuiyan : Phaim
- Carlotta Antonelli : Asia
- Simone Liberati : Matteo
- Pietro Sermonti : Olmo
- Alessia Giuliani : Carla
- Bob Corn : lui-même
- Milena Mancini : Marzia
- Rishad Noorani : Shipon
- Raja Sethi : Rifat
- Davide Fornaro : Fede
- Sahila Mohiuddin : Navila
- Nasima Akhter : Nasima

## Distinctions
Lors de la 65e cérémonie des David di Donatello, le film reçoit 4 nominations et remporte le David di Donatello du meilleur réalisateur débutant.